# Aegoidus
Aegoidus is een kevergeslacht uit de familie van de boktorren (Cerambycidae). De wetenschappelijke naam van het geslacht werd voor het eerst geldig gepubliceerd in 1838 door Buquet.

## Soorten
Aegoidus omvat de volgende soorten:
- Aegoidus calligrammus Bates, 1885
- Aegoidus debauvei (Guérin-Méneville, 1838)
- Aegoidus earlii Guérin-Méneville, 1840
- Aegoidus pacificus Tippmann, 1960
- Aegoidus peruvianus Buquet, 1838
- Aegoidus weyrauchi Tippmann, 1953